# Tecpantzacoalco
Tecpantzacoalco är en ort i Mexiko.   Den ligger i kommunen Ajalpan och delstaten Puebla, i den sydöstra delen av landet, 240 km öster om huvudstaden Mexico City. Tecpantzacoalco ligger 2 123 meter över havet och antalet invånare är 2 175.
Terrängen runt Tecpantzacoalco är kuperad åt sydväst, men åt nordost är den bergig. Runt Tecpantzacoalco är det ganska tätbefolkat, med 144 invånare per kvadratkilometer. Närmaste större samhälle är Telpatlán, 11,9 km väster om Tecpantzacoalco. I omgivningarna runt Tecpantzacoalco växer i huvudsak städsegrön lövskog.